# Episodi di Due come noi (seconda stagione)
La seconda stagione della serie televisiva Due come noi è stata trasmessa in anteprima negli Stati Uniti d'America dalla CBS tra il 15 marzo 1989 e il 24 maggio 1989.
| nº | Titolo originale                   | Titolo italiano | Prima TV USA   | Prima TV Italia |
| -- | ---------------------------------- | --------------- | -------------- | --------------- |
| 1  | Wish You Were Here (Part 1)        |                 | 15 marzo 1989  |                 |
| 2  | Wish You Were Here (Part 2)        |                 | 15 marzo 1989  |                 |
| 3  | I'll Never Smile Again             |                 | 22 marzo 1989  |                 |
| 4  | Bewitched, Bothered and Bewildered |                 | 5 aprile 1989  |                 |
| 5  | Why Can't You Behave?              |                 | 12 aprile 1989 |                 |
| 6  | Poor Butterfly                     |                 | 19 aprile 1989 |                 |
| 7  | It Ain't Necessarily So            |                 | 26 aprile 1989 |                 |
| 8  | Someone to Watch Over Me           |                 | 3 maggio 1989  |                 |
| 9  | They Can't Take That Away from Me  |                 | 10 maggio 1989 |                 |
| 10 | Side by Side                       |                 | 17 maggio 1989 |                 |
| 11 | Snowfall                           |                 | 24 maggio 1989 |                 |